# Glympis nigripuncta
Glympis nigripuncta là một loài bướm đêm trong họ Erebidae.